# La Raíz
La Raíz  és un grup de música de Gandia (País Valencià). Varen gravar un primer disc l'any 2003 amb el títol “Sumere”, el 2005 arribaren a la final del concurs Emergenza.
El 2007 produeixen el seu primer disc El aire muerto. El 2009, després d'haver gravat en col·laboració amb el grup valencià, La Gossa Sorda, s'animen a autoproduir-se, i llancen un nou disc: Guerra al silencio.
El 2011, llancen un tercer disc d'estudi gravat amb el productor alemany Uwe Hoffmann. El disc es diu "El lado de los Rebeldes", en el qual es mostra el seu estil més rocker, sense deixar de banda els ritmes de festa. A partir de l'1 de març de 2013 el grup va posar gratuïtament des del seu web el quart disc "Así en el Cielo como en la Selva". El 10 d'abril de 2013 es va publicar a Youtube un videoclip del grup en col·laboració amb Toni Mejías, membre del grup de rap i hip-hop valencià Los Chikos del Maíz. El videoclip està produït per Causa Venezuela, organització de suport a la revolució bolivariana i tant la cançó com el vídeo tracten del mateix.
El 17 de setembre de 2014 es va anunciar la nova productora musical de la banda, Propaganda pel Fet, i també que el grup prepara un nou disc per al 2015. En novembre de 2015 es va anunciar per a març de 2016 el seu cinqué treball, Entre poetas y presos, amb un vídeo a Youtube. El 15 de febrer de 2016 va ser publicat al canal de Youtube de la banda el primer senzill d'aquest nou àlbum, «Rueda la corona».
El 2018 publiquen Nos volveremos a ver, un doble CD i DVD que recull el concert que La Raíz va fer al palau madrileny de Vistalegre l'octubre del 2017; el títol anuncia una aturada indefinida del grup a final del 2018.
En 2024, el grup anuncia la seva tornada als escenaris. Eixe mateix any llancen el senzill «Tiempo».

## Discografia
| • Sumere (2005) |
| --- |
| 1. Sumere 2. Rumba Amsterdam 3. Motero 4. Chalana de papel 5. Ensueños 6. Tierra 7. Abismo 8. Pobre Manué 9. Como este caza 10. Tamboreo |

| • El aire muerto (2007) |
| --- |
| 1. Intro 2. La piedra late 3. Miss Fantasía 4. El aire muerto 5. Esclavo de ilusión 6. Anclado en ese cuerpo 7. Flotando 8. Más que balas, la voz 9. Dándole un sentido a agosto 10. El barrio de Elhoy |

| • Guerra al silencio (2009) |
| --- |
| 1. Intro 2. Malos tiempos 3. Pobre Manuel 4. África 5. Raíces 6. Respiro 7. Esqueletos de la soledad 8. Función gigante 9. Señor agente 10. Sumere 11. Guerra al silencio |

| • El lado de los rebeldes (2011) |
| --- |
| 1. El lado de los rebeldes 2. La voz del pueblo 3. De mar en mar 4. Noches en Babylon 5. Canción pendiente 6. Tango's Club 7. Obediencia ciega 8. Se abrió la vela 9. Zarzuela y castañuela 10. Vendrás 11. Outro |

| • Así en el cielo como en la selva (2013) |
| --- |
| 1. Jilgueros 2. Nuestra nación 3. A la sombra de la sierra 4. Llueve en Semana Santa 5. Dientes de león 6. Parece mentira 7. Donde duerme el chamán 8. Borracha y callejera 9. Suya mi guerra 10. Elegiré 11. Solo quiero de ti |

| • Entre poetas y presos (2016) |
| --- |
| 1. Intro "Las miserias de sus crímenes" 2. Entre poetas y presos 3. Rueda la corona 4. Por favor 5. De piedra tu cuerpo 6. Nos volveremos a ver 7. Muérdeles 8. El mercurio 9. Una selva asesina 10. El circo de la pena 11. Radio clandestina 12. La hoguera de los continentes |

| • Nos volveremos a ver (2018) |
| --- |
| 1. Intro "Las miserias de sus crímenes" 2. Entre poetas y presos 3. Borracha y callejera 4. La voz 5. Muérdeles 6. Donde duerme el chamán 7. Jilgueros 8. Dientes de león 9. El tren huracán 10. Nuestra nación 11. Obediencia ciega 12. Llueve en Semana Santa 13. Suya mi guerra |